# Petrișor Tănase
Petrișor Tănase (n. 18 octombrie 1958, București, România) este un bucătar  român. Este cunoscut publicului ca fiind primul prezentator de emisiuni culinare din România.

## Activitate
Petrișor a prezentat și realizat și alte emisiuni la posturi TV precum ProTV, Prima TV, TVR 2, TVR Internațional, Acasă TV, Euforia Lifestyle TV. Digi24
A publicat:
- Carte de bucate 2149 rețete, editura Răuță 1998
- Gustul Sărbătorilor - Jidvei
- Discursul Gustului - Jidvei
- Cartoful în toate felurile

## Premii obținute
- Medalii de aur, argint și bronz 1986-1988 Concursul Cel mai bun Bucătar și  Cofetar (concurs național)

## Actorie
A jucat rolul unui taximetrist în Une place parmi les vivants la IMDB

## Site
- www.petrisortanase.ro[nefuncțională]